# Anton Lleshi
Anton Lleshi (sinh 10 tháng 6 năm 1993 ở Mirditë) là một tiền đạo bóng đá Albania hiện tại thi đấu cho KF Erzeni ở Giải bóng đá hạng nhất quốc gia Albania.